# Eugenie Brooksbank

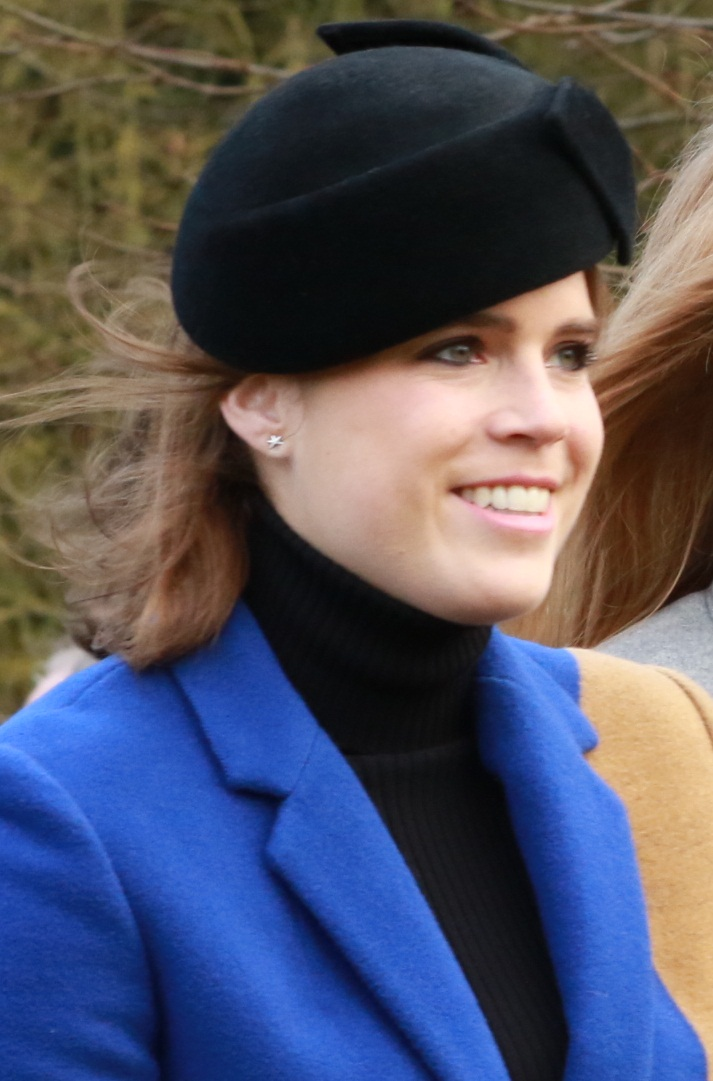
Prinzessin Eugenie (2017)

HRH Princess Eugenie Victoria Helena, Mrs. Brooksbank (* 23. März 1990 in London als Eugenie of York) ist die jüngere Tochter von Prinz Andrew, Duke of York und Sarah Ferguson.
Sie ist die jüngere Schwester von Prinzessin Beatrice. Prinzessin Eugenie ist Nummer 12 der britischen Thronfolge.

## Leben

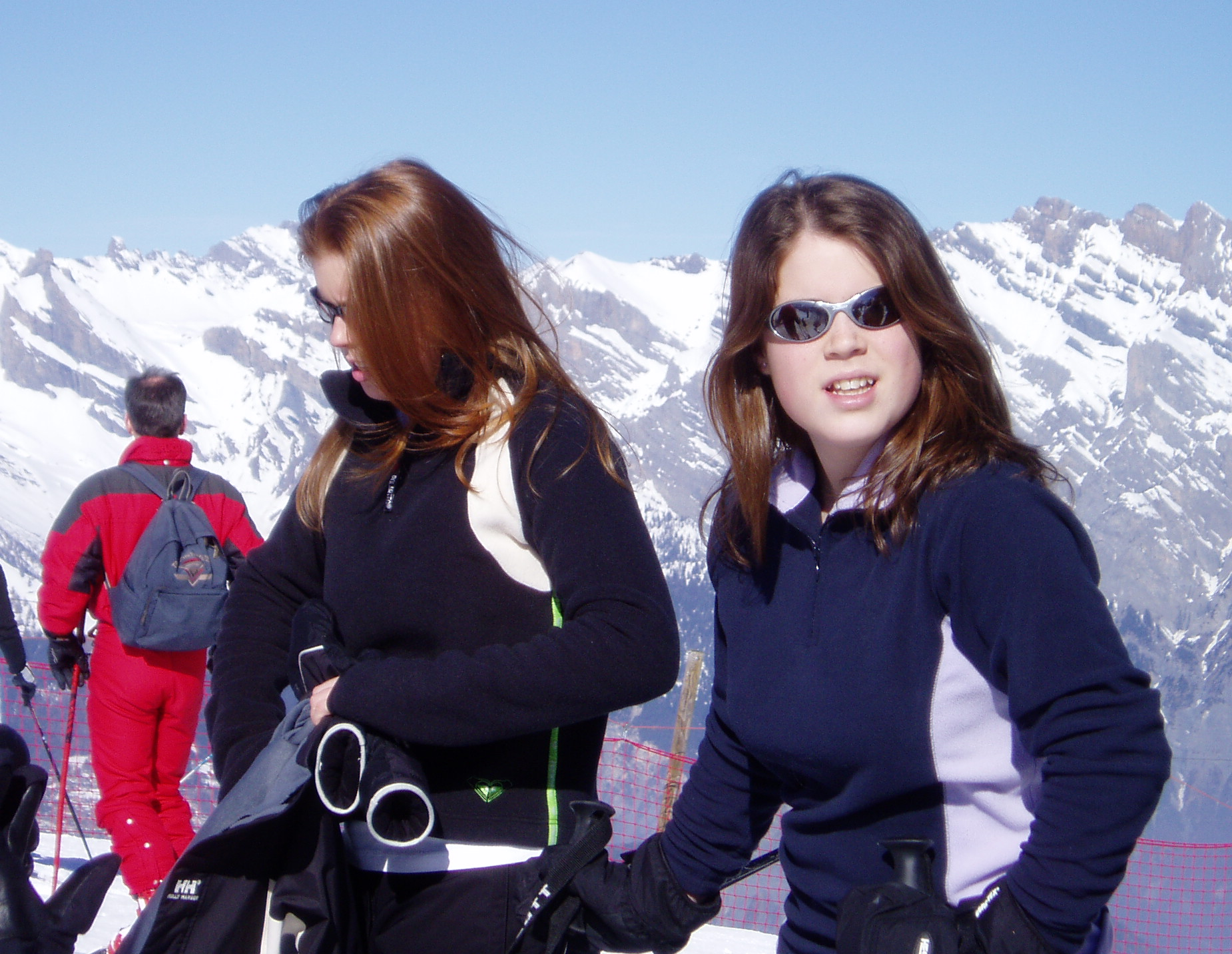
Eugenie mit ihrer Schwester Beatrice beim Skifahren (2004)

Königliches Wappen von Prinzessin Eugenie

Prinzessin Eugenie wurde am 23. März 1990 im Portland Hospital in London geboren. Sie wurde nach der britischen Prinzessin und späteren Königin von Spanien Victoria Eugénie von Battenberg benannt. Am 23. Dezember 1990 wurde sie in Sandringham durch den Bischof von Norwich getauft. Ihre Taufpaten waren James Ogilvy, Captain Alastair Ross, Sue Ferguson (ihre Stiefgroßmutter), Julia Dodd-Noble und Louise Blacker.

### Ausbildung
Prinzessin Eugenie besuchte, nach zwei verschiedenen Kindergärten, von 1995 bis 2001 die Coworth Park School, Surrey. Anschließend war sie von 2001 bis 2003 Tagesschülerin an der St George’s School, Windsor. Während der Schulzeit lebte sie gemeinsam mit ihrem Vater in der Royal Lodge auf dem Gelände von Windsor Castle. Ihre Mutter lebte in einem benachbarten Gebäude. Im Jahr 2002 musste sie wegen einer Skoliose operiert werden. Von 2003 bis 2008 besuchte sie das Internat Marlborough College. Im Sommer 2007 absolvierte sie dort erfolgreich ihr „AS-Level“ mit dreimal der Note A und einmal B in den Fächern Politik, Kunstgeschichte, Kunst und Englisch. Im Sommer 2008 folgte als finaler Schulabschluss das „A-Level“ mit der Note A in Kunst und englischer Literatur und der Note B in Kunstgeschichte. Sie selbst beschreibt sich als „eher fleißig als schlau“ („more of a worker than a clever person“). Nach dem Schulabschluss pausierte die Prinzessin für ein Jahr. Während dieser Auszeit reiste sie durch Asien und Kenia.
2012 schloss Prinzessin Eugenie ihr im September 2009 begonnenes Studium der englischen Literatur, Kunstgeschichte und Politik an der Newcastle University erfolgreich ab. Zuerst war Eugenie von der Newcastle University abgelehnt worden, da ihre Bewerbung, englische Literatur zu studieren, als unzureichend angesehen worden war. Als jedoch bemerkt wurde, wer sie war, wurde ihr ein Studienplatz angeboten.
Nach Praktika im Auktionshaus Christie’s 2010 und der Royal Collection 2013 siedelte Prinzessin Eugenie im Oktober 2013 nach New York über, um dort eine Stelle beim Online-Auktionshaus Paddle8 anzutreten.
Seit 2015 arbeitet Prinzessin Eugenie als Director bei der Galerie Hauser und Wirth in London.

### Privatleben
Zwischen 2009 und 2010 war sie mit Otto Brockway, einem Neffen von Richard Branson, liiert.

Wappen der Familie Brooksbank

Seit 2010 ist der Unternehmer Jack Brooksbank (* 1986) der Mann an ihrer Seite. In seiner Familie wird seit 1919 der Titel Baronet an den ältesten Sohn bzw. dessen nächsten männlichen Verwandten vererbt. Seit 1983 ist ein Cousin seines Vaters der Titelinhaber, Sir Edward Nicholas Brooksbank, 3. Baronet (* 1944). Im Januar 2018 gab das Paar seine Verlobung bekannt. Die Hochzeit fand am 12. Oktober 2018 in der St George’s Chapel innerhalb von Windsor Castle statt. Ihre offizielle Anrede ist seither HRH Princess Eugenie Victoria Helena, Mrs. Brooksbank. Den Zusatz of York gab sie bei der Hochzeit auf. Da sie und ihr Ehemann Nachfahren von Thomas Coke, 2. Earl of Leicester (1822–1909) sind, sind sie miteinander blutsverwandt. Eugenies Mutter ist eine Urenkelin von Mervyn Wingfield, 8. Viscount Powerscourt, dessen Mutter, Lady Julia Coke, eine Tochter von Jacks Ur-Urgroßvater Thomas Coke war, des Sohnes von Thomas William Coke, 1. Earl of Leicester.
Am 25. September 2020 wurde bekannt gegeben, dass Prinzessin Eugenie ihr erstes Kind erwartet. Am 9. Februar 2021 wurde ihr Sohn August Philip Hawke geboren, der direkt hinter seiner Mutter den Platz 13 der britischen Thronfolge einnimmt. Am 24. Januar 2023 gab Prinzessin Eugenie über Instagram bekannt, dass sie ihr zweites Kind erwartet. Ebenfalls über Instagram gab sie die Geburt ihres zweiten Sohnes Ernest George Ronnie bekannt, der am 30. Mai 2023 zur Welt kam.

## Offizielle Aufgaben und Interessen
Prinzessin Eugenie nimmt an öffentlichen Auftritten der königlichen Familie, wie Trooping the Colour, teil. Gemeinsam mit ihren Eltern unterstützt sie wohltätige Projekte. Im November 2008 begleitete sie ihren Vater, Prinz Andrew, auf einer offiziellen Asienreise.
Die Prinzessin interessiert sich sehr für Sport; sie reitet und fährt Ski. Ansonsten gilt ihr Interesse der Musik.

## Orden und Ehrenzeichen
| Jahr | Staat                  | Orden/Ehrenzeichen                        |
| ---- | ---------------------- | ----------------------------------------- |
| 2002 | Vereinigtes Königreich | Queen Elizabeth II Golden Jubilee Medal   |
| 2012 | Vereinigtes Königreich | Queen Elizabeth II Diamond Jubilee Medal  |
| 2022 | Vereinigtes Königreich | Queen Elizabeth II Platinum Jubilee Medal |
| 2023 | Vereinigtes Königreich | King Charles III Coronation Medal         |